# Доблар
Доблар (словен. Doblar, итал. Doblari) је насељено место у општини Канал об Сочи, Горишка регија, Словенија.

## Историја
До територијалне реорганизације у Словенији био је у саставу старе општине Нова Горица.

## Становништво
У попису становништва из 2011. године, Доблар је имао 79 становника.
| Број становника према пописима | Број становника према пописима | Број становника према пописима |
| ------------------------------ | ------------------------------ | ------------------------------ |
| 1991                           | 2002                           | 2011                           |
| 114                            | 89                             | 79                             |